# 나탈리아 라모스
나탈리아 라모스(Nathalia Ramos, 1992년 7월 3일 ~ )는 스페인의 배우이다.

## 출연 작품
- 겔로우스 힐 (2013)
- 딘 슬레이터 : 레지던트 어드바이져 (2013)
- 하우스 오브 아누비스 시즌2 (2012)
- 하우스 오브 아누비스 시즌1 (2011)
- 31 노스 62 이스트 (2009)
- 브랏츠 (2007)
- 어레스티드 디벨롭먼트 (2003)